# Neolophonotus leucopygus
Neolophonotus leucopygus là một loài ruồi trong họ Asilidae. Neolophonotus leucopygus được Engel miêu tả năm 1927. Loài này phân bố ở vùng nhiệt đới châu Phi.